# Mountainburg (Arkansas)
Mountainburg – miasto w Stanach Zjednoczonych, w stanie Arkansas, w hrabstwie Crawford.